# بعد الإمبراطورية: سقوط الحكم الأمريكي
بعد الإمبراطورية: سقوط الحكم الأمريكي أو ما بعد الإمبراطورية: دراسة في تفكك النظام الأميركي ((بالفرنسية: Après L'Empire: essai sur la décomposition du système américain)‏) هو كتاب نُشر في 2001 للكاتب إيمانويل تود ومن نشر دار نشر جامعة كولومبيا، يتوقع فيه سقوط الولايات المتحدة باعتبارها القوة العظمى الوحيدة.
يدرس الكاتب نقاط الضعف الأساسية فيما يُسميه "الإمبراطورية الأمريكية"، ونستنتج أن - خلافًا للرأي التقليدي - أمريكا ستسقط سريعًا من على الساحة العالمية الاقتصادية والعسكرية والأيديولوجية.
كان إيمانويل تود قد تنبأ سنة 1976 بسقوط الاتحاد السوفياتي ، استنادا إلى مؤشرات مثل زيادة وفيات الأطفال الرضع ومعدلات أخرى. هوجم تود بعد كتابه هذا بأنه معادي للولايات المتحدة، بينما رفض تود هذه الاتهامات وقال أنه مجرد مؤرخ إنساني يضع رؤيته وفقًا للواقع الإنساني الذي يراه.